# دوماشو
دوماشو (به لهستانی:  Domaszew) یک روستا در لهستان است که در گمینا ماچییوویتسه واقع شده‌است.